# Anders Sundvik
Anders Sundvik, född 11 maj 1888 i Sundborns församling, Kopparbergs län, död 2 mars 1959 i Stora Kopparbergs kyrkobokföringsdistrikt, var en svensk kassör och riksdagsman (socialdemokrat).
Sundvik var ledamot av riksdagens första kammare från 1937. I riksdagen skrev han 19 egna motioner bland annat om moderskapspenning och lag om allmän sjukförsäkring. Han var även landstingsledamot från 1931.
Han var far till Ivar Sundvik och svärfar till Gertrud Sundvik. Anders Sundvik är begravd på Hästbergs kyrkogård i Falun.